# Karim Chakim
Karim Chakim né le 24 février 1976 à Caudry dans département du Nord (59), en région Hauts-de-France est un boxeur français évoluant dans la catégorie des poids super-plumes.
Issu d'une famille modeste, il débute la boxe en amateur au Ring Charles Humez Anichois et passe professionnel sous les couleurs du Boxing Club de Wasquehal entrainé par Ali Negab. Il s'illustre ensuite en remportant la coupe de la ligue en 2004, le titre intercontinental WBA en 2006, six fois le championnat de France de 2007 à 2010 et le titre de l'Union Européenne EBU-BU en 2010.
En 2010, il se classe 4e au classement européen de la catégorie poids super-plumes, ce qui l'installe dans le gotha européen. Ses performances lui ouvrent régulièrement les portes du tournoi de la Nuit des Champions organisé par le Lille Boxing Club des Flandres avec notamment Daouda Sow, médaille d'argent aux Jeux olympiques d'été de 2008 à Pékin. En 2016, le site Boxing News Online, le classe parmi les meilleurs boxeurs européens qui sont venus combattre en Italie.
Au-delà de ses performances sportives, il s’investit auprès de diverses association caritative et dans des projets cinématographiques.

## Biographie
Karim Chakim naît le 24 février 1976 à Somain dans le Nord-Pas-de-Calais. Il est issu d'une famille modeste, de quatorze enfants. Il est le fils de Marie-Louise Bidondo d'origine espagnole, née à Ispoure, et de Moussa Chakim, né à Hennaya en Algérie. Il est âgé de 12 ans lorsqu'il est initié à la boxe par Gérard Merville au collège Léo-Lagrange d'Aniche lors d'une rencontre avec Cédric Schneider, vainqueur du championnat des Flandres. Il fait ensuite un stage à la salle de boxe d'Aniche.

## Carrière de boxeur

### Boxeur amateur

#### Début au  Ring Charles Humez Anichois
Il débute en 1991 au Ring Charles Humez Anichois, toujours sous la houlette de Gérard Merville. Karim attend six mois avant d'effectuer son premier combat en boxe éducative à l'âge de 16 ans. Entre 1991 et 2003, il dispute 50 combats amateurs pour 27 victoires, 3 nuls et 20 défaites et obtient son premier titre départemental à 16 ans, le championnat du Nord, puis le championnat des Flandres à 16, 17 et 18 ans.

#### Intermède en Ligue Régionale de Football
Il joue au football au poste de stoppeur dans les clubs d'Aniche, d'Auberchicourt et de Guesnain en Ligue régionale de football mais il opte pour la boxe lorsqu'il se qualifie pour la première fois aux championnats de France amateurs. Lors de sa première qualification pour les championnats de France amateurs à 18 ans en poids plumes (57 kg), il est battu par Cyril Thomas (frère de Jérôme Thomas) en quarts de finale. Il est ensuite présélectionné pour des rencontres internationales en Belgique, en Grande-Bretagne et à l'Île Maurice. Sur le plan national, Il retrouve souvent le roubaisien Mourad Hamdoud et Cyril Thomas qui lui barrent la route.

#### Passage au Boxing Club de Wasquehal
Karim Chakim travaille chez Sevel Nord, à Lieu-Saint-Amand, comme manœuvre. Il rencontre Rachid Ouafi, boxeur professionnel dans la catégorie des poids welters qui lui redonne le goût de la boxe en l'amenant au Centre pugilistique Armentiérois à Armentières. Alors qu'il a le choix entre Aniche, Armentières et Wasquehal, il rejoint le BC Wasquehal en 2002.
Une vieille connaissance rencontrée plus jeune sur les rings le convainc de remettre les gants, à Wasquehal, là où il s'entraîne. Dans la salle où Ali Negab fait figure de mentor, Karim découvre les affiches d'Areski Bakir placardées sur les murs. Areski est l'homme le plus titré du club. Karim Chakim qui aime dépasser les obstacles, c'est lancé un défi, d'avoir un jour plus d'affiches de lui que d'Areski Bakir. Areski Bakir avait été champion de France des poids super-plumes au début des années 1990 et Chakim a encore le souvenir de s'être fait battre par deux boxeurs du cru, Slimane Kebaili et Smaïn Dahmani. Avec son nouvel entraineur Ali Negab, il passe de 66 à 61 kg et reprend le goût du combat. Negab enrichit sa boxe mais ne la transforme pas en prônant qu'il fasse de son physique une arme.

### Boxeur professionnel

#### Début professionnel Boxing Club de Wasquehal
Il passe professionnel sous la tutelle d'Ali Negab à l'âge de 26 ans. À Gravelines, le 13 décembre 2003, il gagne son premier combat aux points contre Cédric Laporterie et en 2004, il s'empare de la coupe de la ligue face à Alain Rakow à Bogny-sur-Meuse par KO.

#### Premiers combats européens

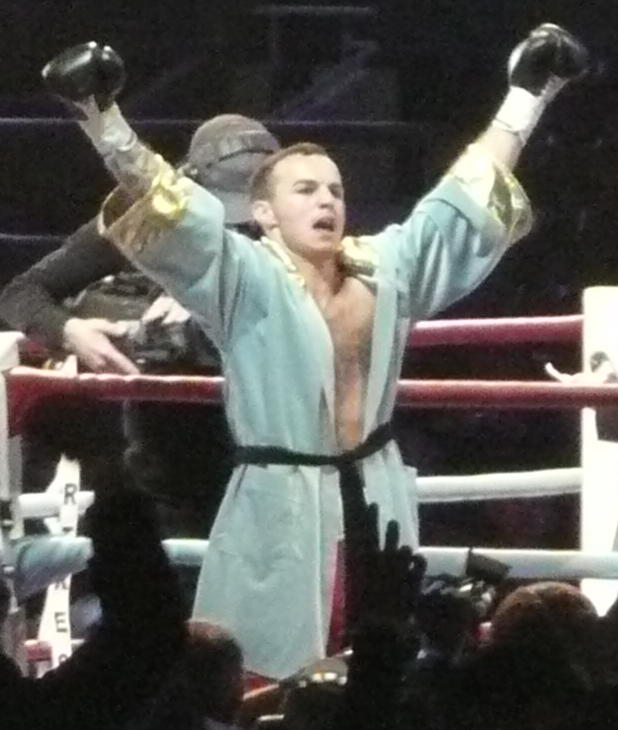
Kevin Mitchell, deuxième adversaire européens de Karim Chakim.

Pour son premier combat européen en 2004, il perd contre le danois Martin Kristjansen (futur champion européen EBU des poids légers). En 2005, il perd aux points contre l'anglais Kevin Mitchell (futur champion intercontinental des poids super-plumes IBF).

#### Champion intercontinental
Il est champion intercontinental en 2006 contre Ivan Fiorletta. Le combat se fait sur la place publique dans la ville natale de ce dernier. Le match se déroule après la finale de la Coupe du monde de football 2006 donc dans un contexte défavorable au français et dès la sortie des vestiaires jusqu'au ring, il se fait huer et insulter par les supporters locaux. Au 12e round, il met son adversaire au tapis ce qui provoque un silence parmi les spectateurs mais qui sera interrompu par la dizaine de fans français présent au match.
Il tente de gagner un deuxième titre en 2007 avec la ceinture WBC Méditerranée contre Antonio De Vitis en Italie mais cette fois-ci, il perd et une polémique concernant le combat éclate. En effet, Karim Chakim s'écroule à la quatrième reprise puis se relève avant la fin du décompte mais l'arbitre arrête le match en sa défaveur. L'arbitre Adrio Zannoni étant de même nationalité que son adversaire, cela porta à confusion pour le camp du boxeur français.

#### Champion de France incontesté
Quelques mois plus tard, le 10 novembre 2007, sur ses terres à Wasquehal, il devient champion de France pour la première fois contre Mohammed Medjadji. Il conserve son titre l'année suivante contre ce même adversaire. En 2009, alors en stage de préparation de son combat pour le titre de champion de France des poids super-plumes contre Mohamed Benbiou, ce dernier s'est permis de dire qu'il enverrait Karim Chakim au tapis avant le neuvième round et ce dernier n'a pas du tout apprécié cette provocation gratuite et lui a répondu sur le ring en le battant par KO technique à la 6e reprise. Il conserve encore sa ceinture 3 fois jusqu'en 2010.
Pour son dernier titre de champion de France en 2010, contre l'agenais Gildas Gracia, récent challenger malheureux de la ceinture de champion WBC Méditerranée contre Guillaume Frenois, il se présente dans le Centre omnisports Jacques-Clouché de Boé. Les deux boxeurs vont se battre sur le ring durant dix rounds d'une grande intensité. Il faudra quatre mois à Gildas Gracia pour récupérer d'abord physiquement et surtout moralement. Il avouera qu'il n'avait presque plus fait de sport pendant cette période et a passé par précaution une IRM du cerveau.

#### Champion de l'union européenne
En 2009, il bat par KO technique l'italien Simone Califano champion du monde espoir IBF 2008 et champion d'Italie. Cette victoire confirme son potentiel européen et cela se traduira par le titre de champion de l'union européenne en 2010,, une victoire qui sera vivement reconnue dans son fief wasquehalien où il sera récompensé par la médaille de la ville remise des mains de Gérard Vignoble. Il sera en avril 2010, classé no 4 européen, son meilleur résultat. L'année suivante, il fait partager son expérience en prenant les gants avec Hassan Azaouagh en vue de la conquête de ce dernier du titre de champion de France.

#### Départ vers le Lille Boxing Club des Flandres
Karim Chakim rejoint en 2010 le Lille Boxing Club des Flandres sous la direction de Djoudi Salhi. Avec ce club, il souhaite reconquérir une ceinture européenne. Il participe à la préparation du combat de Guillaume Salingue pour la ceinture intercontinentale WBF en 2011, ceinture qu'il prendra contre Domenico Urbano. La même année, il bat au points Rudy Encarnation, numéro 1 espagnol, dans le cadre de la 2e édition de la nuit des champions. À ce moment, il est classé no 5 européen.
Le samedi 9 juin 2012, le Lille Boxing Club des Flandres organise la 3e édition de la Nuit des Champions au palais Saint-Sauveur de Lille où son réuni pour plusieurs affrontements dont 5 combats professionnels où sont engagés les meilleurs boxeurs de la région dont Daouda Sow, vice-champion olympique en 2008, Mohamed Kabech qui est Champion d’Afrique junior amateur et médaille d'or aux Jeux de la Francophonie en 2005.
La fédération française de boxe établit ses nouveaux classements pour les challengeurs du championnat de France et place Karim Chakim numéro 1. Ce classement l'envoie affronter Romain Jacob pour le titre de national. À Calais, le 16 novembre 2012, il dispute une dernière fois le titre de champion de France mais perd ce combat. Deux ans avant ce combat, le père de Romain Jacob, Thierry Jacob a refusé un premier combat car son fils n'avait pas selon lui la maturité pour combattre Chakim. Par la suite, le titre de champion d'Europe EBU détenu par le Belge Ermano Fegatilli devait être remis en jeu contre Karim mais faute de moyens du côté Wasquehalien, le combat ne pourra avoir lieu. Fegatilli se rend alors en Italie pour affronter, titre en jeu, Antonio De Vitis.

#### Retour au Boxing Club de Wasquehal
En 2013, Karim Chakim retourne au BC Wasquehal après 3 ans à boxer pour le Lille Métropole Boxing Club. Toujours en 2013, dans le cadre du championnat du monde espoirs IBF contre le mexicain Martin Cordona, Romain Jacob croise les gants à l’entraînement avec lui et lui prédit une grande carrière. Il combat encore Romain Jacob dans le cadre de la préparation de ce dernier pour son combat contre l'italien Devis Boschiero pour le titre européen.

#### Fin de carrière
Alors en plein doute à la suite du décès d'un de ses frères et de son ancien entraineur, il monte sur le ring contre l’équatorien Alex Bone pour ce qui sera le seul match nul de sa carrière. Il dispute son dernier combat l'année suivante pour le titre WBA International face au belge Dardan Zenunaj avec une défaite par KO.
En 2015, lors du gala de boxe de Binche en Belgique, il coache la boxeuse belge Yolaine Lindelauf (challengeuse 2012 EBU de l'union européenne en poids mi-mouches et championne de Belgique de Full-contact) lors de sa victoire contre la slovaque Klaudia Ferenczi Il doit combattre le boxeur Samir Ziani qui remet son titre de champion de France le 12 juin 2015 mais cela ne s'est finalement pas fait. Au fil du temps, les discussions n'ont débouché sur rien, explique Samir Ziani.
Un accident domestique, qui faillit coûter la vie à son fils alors âgé de deux ans, l'éloigne définitivement des rings. Il pense à son avenir en dehors des rings en passant ses diplômes d'instructeur pour devenir par la suite éducateur sportif et en 2016, le site Boxing News Online, le classe parmi les meilleurs boxeurs européens qui sont venus combattre ces dernières années en Italie avec entre autres Felix Lora. Il finira pour son dernier classement, no 13 européen en décembre 2015. En janvier 2017, il accepte l'invitation de Djoudi Salhi pour le seconder lors des entrainements de ce dernier au Lille Boxing Club des Flandres.

## Style de boxeur
Le style de boxe de Karim Chakim est offensif, il met une pression constante sur l’adversaire à la façon de Mahyar Monshipour.

## Principaux résultats
- 2004 : vainqueur de la coupe de la ligue face à Alain Rakow à Bogny-sur-Meuse puis défaite pour le titre de champion du tournoi de France face à Mohammed Medjadji à Briançon.

- 2006 : remporte le titre intercontinental IBF face à l'italien Ivan Fiorletta à Avezzano en Italie.

- 2007 : remporte le titre de champion de France face à Mohammed Medjadji à Wasquehal puis perd pour le titre WBC méditerranéen face à l'italien Antonio De Vitis à Savillan en Italie.

- 2008 : conserve son titre de champion de France face à Mohammed Medjadji à Wasquehal et Mohamed Benbiou à Issoudun.

- 2009 : conserve son titre de champion de France face à Mohamed Benbiou à Gien[23] et Younes Bouiksain à Clermont-Ferrand.

- 2010 : conserve son titre de champion de France face à Gildas Gracia à Boe[24] et s'empare du titre EBU-BU de l'union européenne face au portugais Antonio Joao Bento à Lessines en Belgique[25].

- 2012 : perte du titre de champion de France face à Romain Jacob à Calais.

- 2014 : défaite pour le titre international WBA face au belge Dardan Zenunaj à Namur en Belgique.

## Reconversion

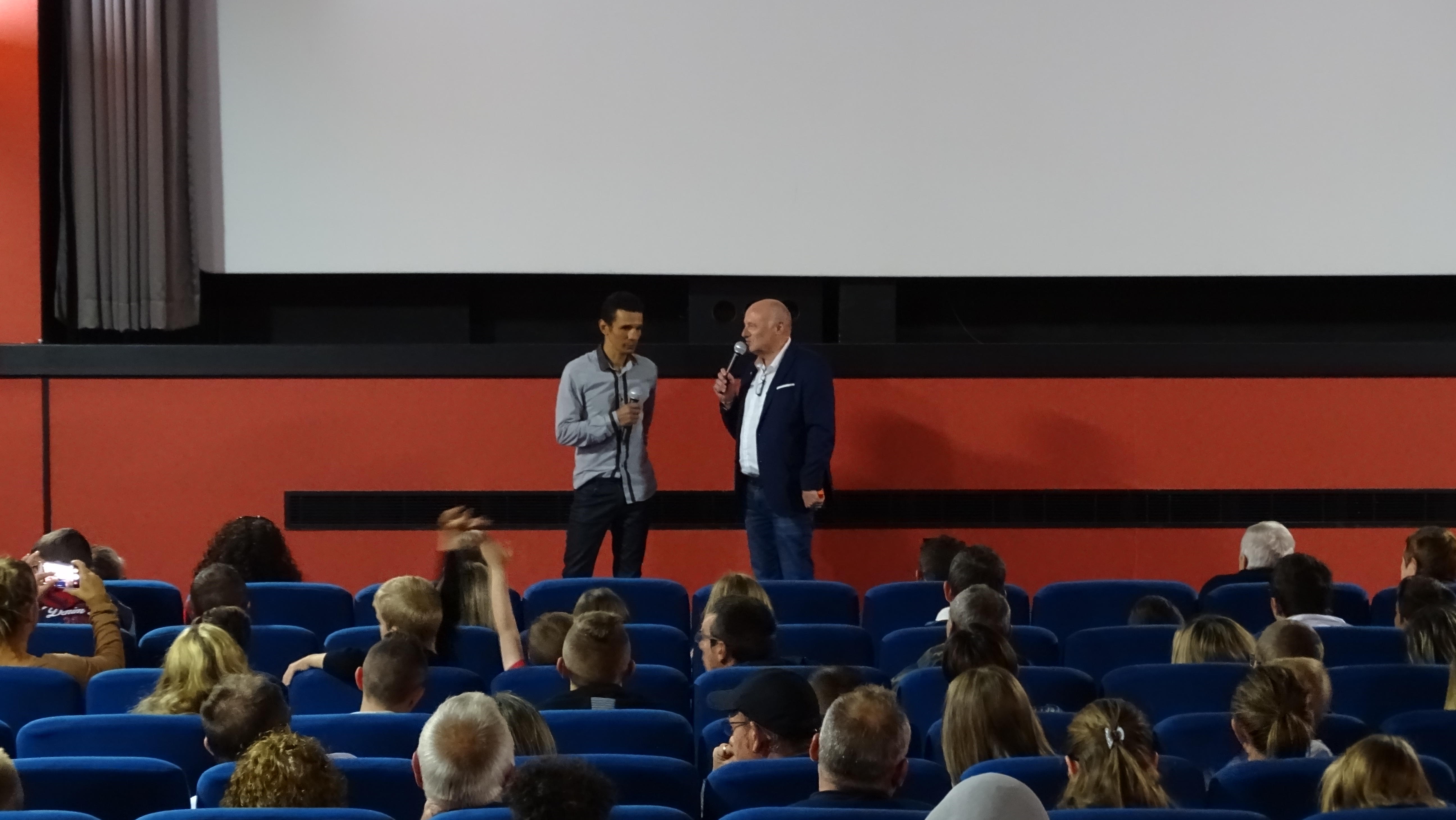
Karim Chakim à L'Idéal Cinéma-Jacques Tati d'Aniche en septembre 2018 pour la présentation du documentaire Il respire encore (Still Breathing), d'Anca Hirte.

Karim Chakim est parrain en compagnie de Jenny Clève de l'association des donneurs de sang de la ville de Wasquehal.
Il participe également aux campagnes de sensibilisation de l'Association européenne contre les leucodystrophies (ELA) avec d'autres sportifs comme Vanessa Sauro, championne de France de tir à l’arc en 2012.
En 2016, il est le personnage principal du documentaire Il respire encore (Still Breathing), réalisé par la cinéaste roumaine Anca Hirte et produit par Damien Froidevaux, tourné en 2012. Il est présenté pour la première fois en compétition officielle dans le festival international de Nyon, Visions du réel (Suisse), le 18 avril 2016. Le documentaire est présenté à Lille le 1er décembre au cinéma l’Univers. Il est diffusé le mardi 17 janvier 2017 au cinéma Gérard-Philippe de Wasquehal. L'ancien maire Gérard Vignoble est présent et ce dernier sera remercié pour son soutien qu'il a apporté pour la conquête de ses titres. Malgré le succès du documentaire, Karim chakim se dit déçu du résultat. La cinéaste a occulté certaines périodes de sa vie, et il n'a pas participé aux montages ni aux projections dans les festivals. Le documentaire gagne la mention spéciale du jury prix interreligieux au festival international de Nyon 2016, le prix du jeune public au 10e festival international du cinéma des peuples Ânûû-rû Âboro 2016 et le Best feature film documentary, décerné au Carbonia film festival 2016. L’Association festive et cinématographique d’Aniche propose le samedi 29 septembre 2018 à l’Idéal cinéma Jacques-Tati un ciné-débat avec la projection du film Il respire encore à 17h00, suivie d’un débat en présence de Karim Chakim. Il est l'invité exceptionnel de Radio Scarpe Ciné avec laquelle il fête la 300e et y présente le documentaire.
Il s’investit dans des établissements scolaires avec d'anciens boxeurs comme Georges Lietaer, ancien boxeur professionnel dans la catégorie poids coqs dans le cadre des bienfaits du sport et de la boxe.
Il s'associe dans le monde du street art avec des artistes tels que Sertiko artiste afro/hip-hop français qui a sortie le titre : Sa boxe un style Karim Chakim et l'artiste urbain Defmo.
Il s’investit aussi auprès de l'association La Vallée des anges, créée par Gianni et Christine De Leo, où il donne bénévolement des cours de boxe.

## Décoration
- Médaille de la ville de Wasquehal
- Médaille de la ville d'Aniche
- Citoyen d’honneur de la ville d’Aniche[43].

## Filmographie
- 2016 : Il respire encore, documentaire d'Anca Hirte sur Karim Chakim[29].